# Réserve nationale de faune Nanuit Itillinga
La réserve nationale de faune Nanuit Itillinga (en anglais : Nanuit Itillinga National Wildlife Area) anciennement la réserve nationale de la faune du Col-Polar-Bear,  est une aire protégée du Canada et l'une des deux réserves nationales de faune du Nunavut. Avec une superficie de 2 675 km2, il s'agit de la plus grande réserve nationale de faune du pays.

## Géographie
La réserve de 2 675 km2 est située au centre de l'Île Bathurst, dans la région de Qikiqtaaluk, à 1 600 km au nord-ouest de Iqaluit. L'aire protégée traverse l'île de part en part à son centre entre les baies Goodsir et Bracebridge.

## Relief
Nanuit Itillinga est une vallée allant du niveau de la mer à une hauteur de 60 m. Les collines entourant la vallée ont une altitude maximale de 240 m

## Histoire
Le 24 mai 1982, le Col-Polar-Bear devient un site Ramsar.

## Faune

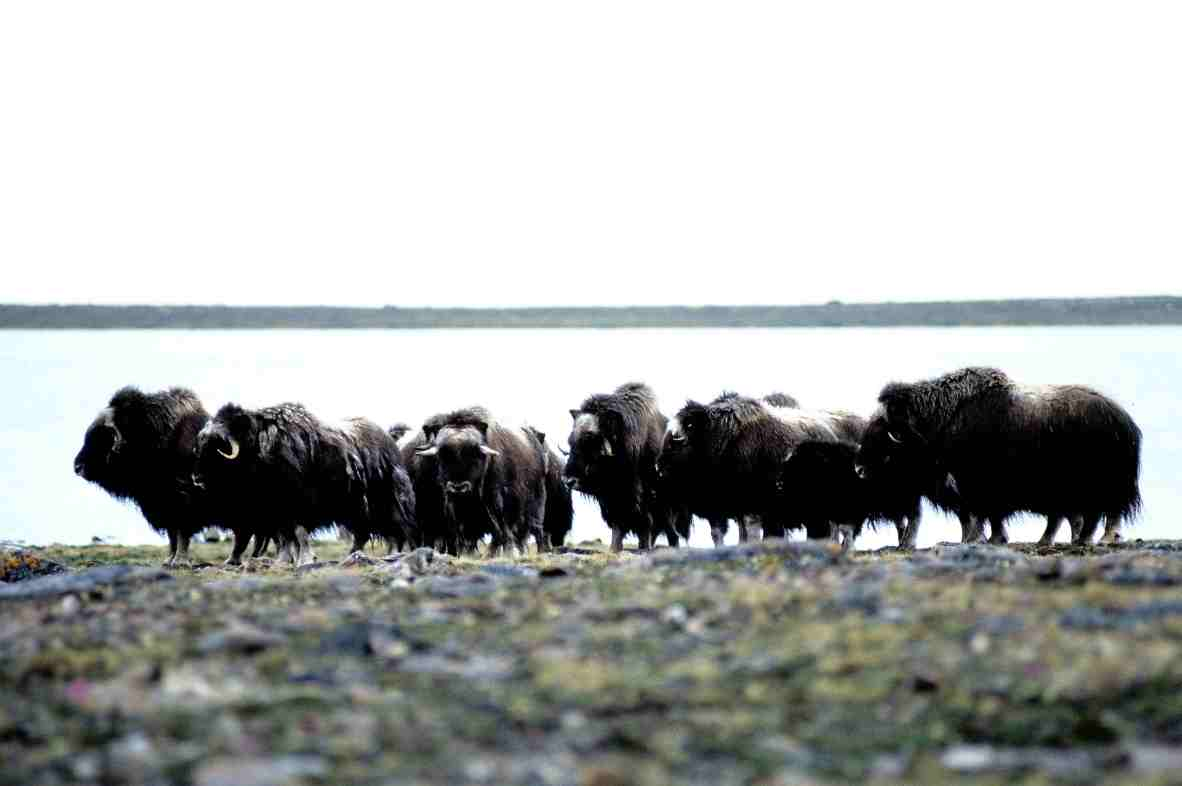
Bœuf musqué sur l'île Victoria

Il y a onze espèces de mammifères qui fréquente le parc. Les deux ongulés que l'on retrouve sont le bœuf musqué (Ovibos moschatus) et le caribou de Peary (Rangifer tarandus pearyi). On retrouve dans la réserve la plus grande population de bœuf musqué de l'île Bathurst avec plus de 120 individus durant la saison de rut, soit de 10 à 30 % de la population de l'île. Le caribou de Peary, la plus petite sous-espèces de caribou, est quant à elle en forte diminution et considéré menacé de disparition. On n'en retrouvais que quinze dans la réserve. On retrouve comme carnivores le renard arctique (Vulpes lagopus), le loup (Canis lupus), l'hermine (Mustela erminea), l'ours blanc (Ursus maritimus) , le morse (Odobenus rosmarus), le phoque annelé (Pusa hispida) et le phoque barbu (Erignathus barbatus). Les petits mammifères sont le lièvre arctique (Lepus arcticus) et le lemming variable (Dicrostonyx groenlandicus).
On retrouve 54 espèces d'oiseaux à Col-Polar-Bear, dont 30 y nichent. Les principales espèces nicheuses sont le plongeon catmarin (Gavia stellata), l'oie des neiges (Chen caerulescens), la bernache cravant (Branta bernicla), eider à tête grise (Somateria spectabilis) et le harelde kakawi (Clangula hyemalis). Les deux rapaces que l'on retrouve dans la réserve sont le harfang des neiges et la buse pattue.. Il est aussi fréquenté par plusieurs oiseaux limicoles dont le phalarope à bec large (Phalaropus fulicarius), bécasseau à croupion blanc (Calidris fuscicollis) et le bécasseau de Baird (Calidris bairdii). Le bruant des neiges (Plectrophenax nivalis) et le bruant lapon (Calcarius lapponicus) sont les deux passereaux qui nichent dans la reserve.